# Alaska-Klasse (2019)
Die Alaska-Klasse ist eine aus zwei Einheiten bestehende Fährschiffsklasse des Alaska Marine Highway Systems.

## Geschichte
Die Fähren wurden auf der Werft Vigor Alaska in Ketchikan gebaut. Die Baukosten beliefen sich auf 101 Mio. US-Dollar. Der Schiffsentwurf stammte von der Elliott Bay Design Group in Seattle.
Die Tazlina wurde als erstes Schiff der Klasse wurde am 11. August 2018 getauft. Taufpatin war Donna Walker, die Ehefrau des damaligen Gouverneurs des Bundesstaates Alaska, Bill Walker. Benannt ist das Schiff nach dem Tazlina-Gletscher. Es wurde am 14. April 2019 abgeliefert.
Die Hubbard als zweites Schiff der Klasse wurde 2019 fertiggestellt. Benannt wird es nach dem Hubbard-Gletscher.

## Technische Daten
Die Schiffe werden von zwei Zwölfzylinder-Dieselmotoren des Herstellers General Motors mit jeweils 2238 kW Leistung angetrieben. Die Motoren wirken über Untersetzungsgetriebe auf zwei Verstellpropeller. Die Schiffe sind mit einem Bugstrahlruder ausgerüstet.
Für die Stromerzeugung stehen zwei Sechszylinder-Dieselmotoren des Herstellers Caterpillar mit jeweils 599 kW Leistung zur Verfügung, die zwei Leroy-Somer-Generatoren antreiben. Weiterhin wurde ein von einem Caterpillar-Dieselmotor angetriebener Notgenerator verbaut.
Die Schiffe verfügen über ein durchlaufendes Fahrzeugdeck mit fünf Fahrspuren, auf dem 53 Pkw  bzw. 40 Pkw und vier Lieferwagen Platz finden. Die nutzbare Höhe auf dem Fahrzeugdeck beträgt circa 4,9 Meter. Fahrzeuge erreichen das Deck über Zufahrten im Bug und im Heck. Am Bug befinden sich eine etwa 3,4 Meter breite Rampe für Fahrzeuge sowie eine etwa 0,9 Meter breite Rampe für Fußgänger hinter einem seitlich zu öffnenden Bugvisier. Am Heck kann eine landseitige Rampe angelegt werden. Die Pforte ist hier circa 7,3 Meter breit. Außerdem befindet sich im hinteren Bereich auf der Backbordseite eine knapp 5,7 Meter breite, seitliche Pforte für die Be- und Entladung in Häfen ohne entsprechende Ro-Ro-Brücken. Für mehr Flexibilität ist geplant, die Fähren nachträglich auch mit einer Seitenpforte im Bugbereich auszurüsten.
Die Einrichtungen für die Passagiere sind auf den beiden über dem Fahrzeugdeck liegenden Decks untergebracht. Hier befinden sich unter anderem ein Selbstbedienungsrestaurant, Aufenthaltsräume, darunter ein Bereich für Familien mit Kindern und ein Ruhebereich, sowie im hinteren Bereich ein überdachter und ein offener Decksbereich. Ein weiteres Sonnendeck befindet sich auf den Decksaufbauten. Die Passagierkapazität beträgt 290 Personen.
Die Schiffe werden von einer 14-köpfigen Besatzung betrieben. Sie sind nicht mit Kabinen für die Besatzung ausgestattet. Da Seeleute auf US-amerikanischen Schiffen maximal zwölf Stunden am Stück arbeiten dürfen, müssen die Fahrten spätestens nach zwölf Stunden beendet sein.

## Schiffe
| Alaska-Klasse | Alaska-Klasse | Alaska-Klasse | Alaska-Klasse                             |
| Bauname       | Baunummer     | IMO-Nummer    | Kiellegung Stapellauf Ablieferung         |
| ------------- | ------------- | ------------- | ----------------------------------------- |
| Tazlina       | 135           | 9812157       | 13. Dezember 2014 Mai 2018 14. April 2019 |
| Hubbard       | 136           | 9812808       | Oktober 2018                              |

Die Schiffe werden unter der Flagge der Vereinigten Staaten betrieben. Die Tazlina wird im Lynn Canal zwischen Juneau, Haines und Skagway eingesetzt. Sie ersetzte dort die Fairweather. Mangels entsprechender Infrastruktur findet die Be- und Entladung der Fähre in Haines und Skagway über die hintere Seitenpforte statt. Die Hubbard soll im Prinz-William-Sund eingesetzt werden. Sie war dort als Ersatz für die Aurora vorgesehen, die Ende 2019 aufgelegt wurde.